# Oblężenie Avaricum
Oblężenie Avaricum, bitwa pod Avaricum, dzisiejszym Bourges - oblężenie i zdobycie oppidum galijskiego plemienia Biturygów przez rzymskiego prokonsula Gajusza Juliusza Cezara w 52 r. p.n.e. podczas powstania Wercyngetoryksa.
W 52 r. p.n.e. podczas powstania Wercyngetoryksa zaskoczony szybkimi działaniami Galów Juliusz Cezar postanowił sam działać równie szybko, by skupić wokół siebie rozlokowane w różnych częściach Galii legiony. Zdoławszy połączyć się z legionami stacjonującymi u Lingonów wyruszył przeciwko powstańcom. Pozostawił jeden legion w Agendicum (dziś Sens), by kontrolować przeprawę przez rzekę Yonne, zaś z resztą armii dotarł do doliny Loary i zajął Genabum. Po wymanewrowaniu powstańczej armii galijskiej legiony Cezara przekroczyły rzekę Loarę i wtargnęły do kraju Biturygów (Bituriges Cubi – "królowie świata"). Naczelnicy miasta Nowiodunum (Neuvy-sur-Barangeon), położonego u granic kraju natychmiast poddali się ze względu na nieprzygotowanie grodu do obrony. Miasto musiało wydać broń oraz dać zakładników mających być rękojmią wierności wobec Rzymu.
Po zajęciu i spacyfikowaniu Nowiodunum Cezar ruszył w kierunku głównego oppidum Biturygów, Avaricum (Avaricum - łac. "Bród na rzece Avara", tj. na dzisiejszej rzece Yevre), największego centrum handlu zbożem w całej Galii. Poprzez ten manewr Cezar chciał poddać swej woli lud Biturygów oraz pozbawić Wercyngetoryksa cennego sprzymierzeńca. Dodatkowym motywem było przekonanie o tym, że zaopatrzy się tam w zboże dla żołnierzy. Było to o tyle ważne, że wódz Galów, który miał wcześniej możliwość zapoznania się z taktyką bitewną legionów i talentem dowódczym Cezara, postanowił unikać otwartego starcia w polu. Obrał więc taktykę spalonej ziemi, licząc na wygłodzenie legionistów. Według niego należało uniemożliwić legionom aprowizację poprzez spalenie na pniu dojrzewającego zboża i odciąć je od wszelkich dostaw zaopatrzenia. Jednocześnie szukające zaopatrzenia, rozproszone i oddalone od sił głównych oddziały rzymskie będzie można osaczać i po kolei niszczyć. Zebrani na naradzie wojennej naczelnicy plemion zgodzili się na ten plan. W jednym dniu poszło z dymem dwadzieścia miast i miasteczek Biturygów. Jednak kiedy miano podłożyć ogień pod domy Avaricum, największego i najbogatszego miasta, Biturygowie zaczęli błagać Wercyngetoryksa o jego oszczędzenie. Ich głównym argumentem było to, że miasto położone jest wśród bagien oraz otoczone rzeką i będzie mogło wytrzymać oblężenie. Prawdopodobnie dodatkowym argumentem był też fakt, że Wercyngetoryks chciał zatrzymać Cezara przez dłuższy czas w jednym miejscu, by dodatkowo utrudnić mu zaopatrzenie.
W obliczu pogłębiających się braków w zaopatrzeniu w żywność Cezar bezzwłocznie przystąpił do oblężenia miasta. Rozpoczynając oblężenie stanął wobec trudności związanych z naturalnym położeniem miasta zbudowanego wśród bagien oraz opasanego rzeką, i do którego dostęp (tylko jeden, i to dość ciasny) był tylko z jednej strony, nakazał więc wykonać główne roboty oblężnicze naprzeciw tego dostępu – I rozpoczął sypać wał, podsuwać szopy bojowe i ustawiać dwie wieże, warunki naturalne uniemożliwiały bowiem opasanie miasta wałem.
Oblężenie przeciągało się, gdyż Biturygowie, wprawni w pracach górniczych ze względu na eksploatowanie licznych kopalń rud żelaza, bronili się bardzo skutecznie: 

Naród ten obdarzony jest niezwykłym sprytem i wyjątkową zdolnością naśladowania i podrabiania tego, co od innych przejmują. Albowiem pętlami zwalczali haki murowe i gdy je mocno uchwycili, za pomocą kołowrotków wciągali do wnętrza miasta; natomiast rampę oblężniczą usuwali przez podkopy, tym umiejętniej, że mają oni u siebie kopalnie rud żelaznych i stąd znajomość oraz wprawa w stosowaniu rozmaitego rodzaju podkopów. Cały zaś mur obronny zabudowali z każdej strony wielopiętrowymi wieżami, a te przykryli skórami, roboty w odkrytych wykopach powstrzymywali za pomocą ostro zakończonych i opalonych drągów, a także gorącej smoły i bardzo ciężkich głazów, i w taki sposób przeszkadzali w przybliżaniu się do obwałowań

Rzymianom tymczasem dokuczał brak żywności, chłód i deszcz. Cezar dodawał swoim żołnierzom otuchy ukazując im miraż wszelkiego dostatku po zdobyciu bogatego miasta posiadającego duże zapasy zboża. Żołnierze z wielką energią sypali wały, budowali rampę oblężniczą, stawiali i chronili wieże przed próbami podpalenia. Galowie prócz nieustannych prób przeszkadzania Rzymianom w budowie rampy, próbowali także robić wypady na stanowiska oblegających, jednak kończyły się one za każdym razem porażką obrońców miasta, gdyż legioniści nieustannie czuwali na stanowiskach, gotowi do odparcia każdego ataku. Pomimo wszelkich działań Biturygów, żołnierze po dwudziestu pięciu dniach wysiłków zbudowali ogromny, drewniany pomost podchodzący pod same mury.
Kiedy rampa oblężnicza znajdowała się już stosunkowo blisko murów miasta, Galowie omal nie zniszczyli całego dzieła. Przed północą podpalili pomost od dołu za pomocą wykonanego wykopu, a jednocześnie z dwu bram dokonali wypadu na rzymskie posterunki, by uniemożliwić próby zgaszenia. Walki trwały całą noc i ostatecznie Rzymianie odparli wszystkie ataki i ugasili pożar rampy. Wobec takiego obrotu sprawy, mając świadomość, że już wkrótce nastąpi generalny szturm na mury miasta, naczelnicy galijscy zdecydowali o jego opuszczeniu przez załogę. Decyzja ta została powzięta na wniosek Wercyngetoryksa, który wskazywał konieczność spalenia miasta i opuszczenia go przez mieszkańców oraz kilka tysięcy wojowników broniących dotąd murów, wobec rychłego szturmu generalnego Rzymian. Wyjście zaplanowano nocą, by zdezorientować przeciwnika. Plan został jednak pokrzyżowany przez kobiety, które nie wtajemniczone w plany zaczęły błagać wojowników, by ci ich nie opuszczali i nie narażali na okrucieństwo wroga. Następnego dnia podczas rzęsistej ulewy legioniści na rozkaz Cezara ruszyli do szturmu na wały. Zaskoczeni Galowie nie byli w stanie skutecznie zapobiec wdarciu się na obwarowania twierdzy. Legioniści przezornie nie zeszli z wałów, lecz starali się zająć je całe po obwodzie, by okrążyć przeciwnika. To wywołało dodatkową panikę wśród obrońców, którzy rzucili się do ucieczki. Widząc to, legioniści natarli na uciekających oraz rzucili do plądrowania domostw. W mieście nastąpiła rzeź. Według Cezara z 40 000 wojowników tylko 800 dotarło do Wercyngetoryksa z wiadomością o zdobyciu Avaricum przez Rzymian. Również starcy, kobiety i dzieci zapłacili za opór – 

nasi, rozwścieczeni rzezią w Genabum oraz trudem robót oblężniczych, nie przepuszczali ani starcom, ani kobietom, ani dzieciom.

Niestety Cezar po raz kolejny nie potrafił, bądź raczej nie chciał, powstrzymać okrucieństwa swych żołnierzy.
Wódz Galów na wieść o zdobyciu Avaricum obwarował obóz i zaczął ściągać posiłki, spodziewał się bowiem ataku ze strony Cezara. Ten jednak po kilkudniowym wypoczynku wyruszył do kraju Eduów, w którym groził wybuch wojny domowej między stronnikami Rzymu a stronnikami Wercyngetoryksa.